# Dunaremete
Dunaremete (serbocroata: Remieta) es un pueblo húngaro perteneciente al distrito de Mosonmagyaróvár en el condado de Győr-Moson-Sopron, con una población en 2013 de 248 habitantes.
El topónimo de la localidad viene a significar "ermitaño del Danubio", ya que fue fundada en la Edad Media por ermitaños. En el siglo XV se menciona ya como un pueblo de pescadores. El pueblo ha sufrido modificaciones a lo largo del tiempo como consecuencia de las inundaciones del Danubio.
Se ubica unos 10 km al este de la capital distrital Mosonmagyaróvár, cerca de la frontera con Eslovaquia marcada por el Danubio.